# Сажин Михайло Макарович
Са́жин Михайло Макарович (1818—1887) — російський та український маляр і графік.

## Життєпис
Народився 1818 р. у місті Галич Костромської губернії, у купецькій родині. Батько — купець 3 гільдії Макар Олексійович Сажин.
Навчався в Петербурзькій академії мистецтв (1834—1840) як сторонній учень («вольноприходящий»). Вихованець Товариства заохочення художників. За успіхи у пейзажному живописі був нагороджений срібною медаллю (1839). З 1840 р. мав звання вільного («некласного») художника.
В історію він увійшов як «художник старого Києва, Шевченків приятель». З Т. Шевченком він був знайомий ще з Петербургу, приятелював з часів навчання у академії.
1844 року художник приїхав в Україну. Виконав аквареллю і сепією низку краєвидів і архітектурних споруд Києва. Так відбулася поява альбому його малюнків «Виды Киева» (1846, виданий Йосипом Лауфером). 1846 року він зустрівся й працював разом з Т. Шевченком. Вони винаймали помешкання в будинку Івана Житницького на Козиному болоті.
Шевченко та Сажин змальовували визначні види Києва, внутрішній вигляд храмів. Вони планували змалювати усі визначні місця Києва. Та цьому задуму завадив арешт Тараса Шевченка. Щоб зберегти деякі малюнки Шевченка, Сажин поставив на них свій підпис. Згодом частина малюнків була втрачена.
Михайло Сажин після арешту Тараса Шевченка продовжив роботу сам, однак видати альбом так і не вдалося.
У Києві Михайло Сажин мешкав до 1855 року. Повернувшись у Петербург, він за картину «Внутрішній вигляд Києво-Софійської соборної церкви» того ж-таки 1855 року отримав звання академіка перспективного і ландшафтного живопису.
Мешкаючи у Петербурзі, художник малював зовнішні та внутрішні види церков Санкт-Петербурга, зокрема Ісакіївського собору.
1861 року художник переїхав у місто Омськ. Там він тривалий час викладав малювання у Вищій гімназії. Помер 1888 року у Омську.

## Творчість
Найкращі твори: «Руїни Золотих Воріт у Києві», «Краєвид з Подолу», «Рибальські халупи на березі Дніпра», «Видубецький монастир», «Щекавиця — місце поховання кн. Олега», «Андріївський собор у Києві»; олійні картини «Внутр. вигляд київ. Софійського собору», «Біля переправи через Дніпро» (1846) та ін. (Вони здебільшого зберігаються в Київському Музеї українського мистецтва, деякі роботи — у Будинку-музеї Тараса Шевченка).

## Пам'ять
На його честь 1962 року в Києві було названо вулицю.

## Микола Сажин та Левко Чикаленко
1916 року у Петербурзі син Євгена Чикаленка Левко Чикаленко замешкав у помешканні свояків з боку дружини. Там він познайомився із Миколою Сажиним, якому Михайло Сажин доводився рідним дядьком. Микола Сажин подарував Левку Чикаленку деякі роботи дядька, які Левко вже у Києві подарував Київському музею.

## Галерея

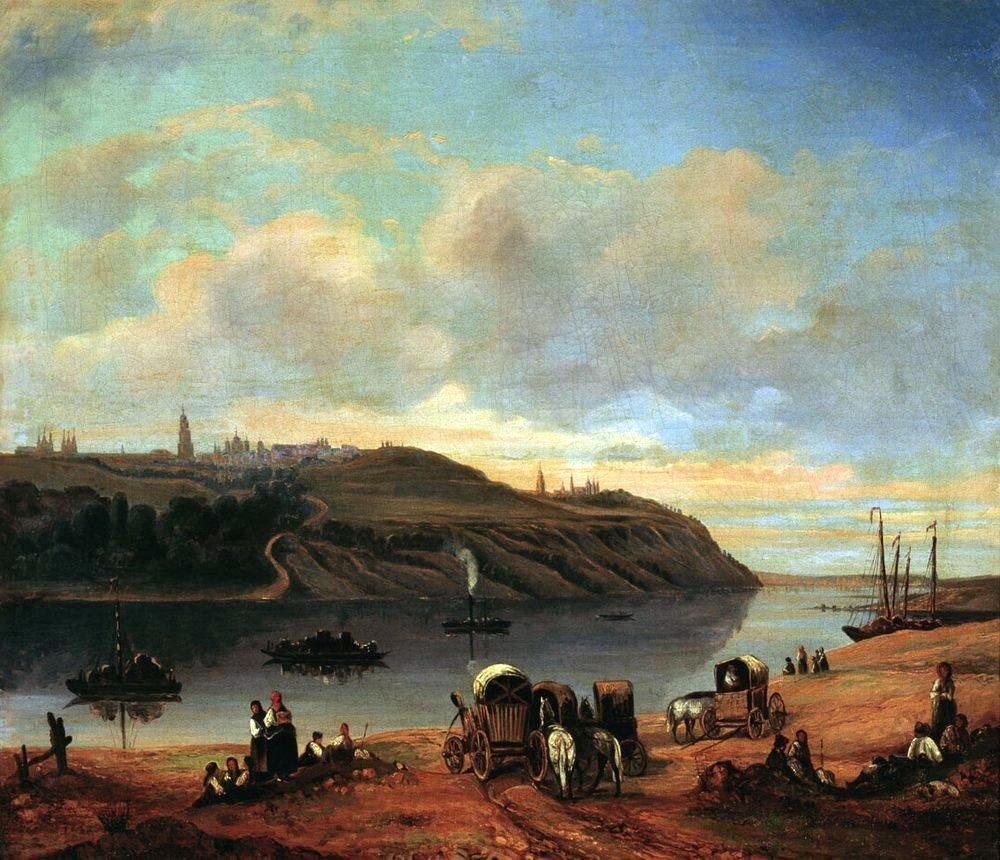
М. Сажин. Вид на Київ (40 рр. XIX ст).
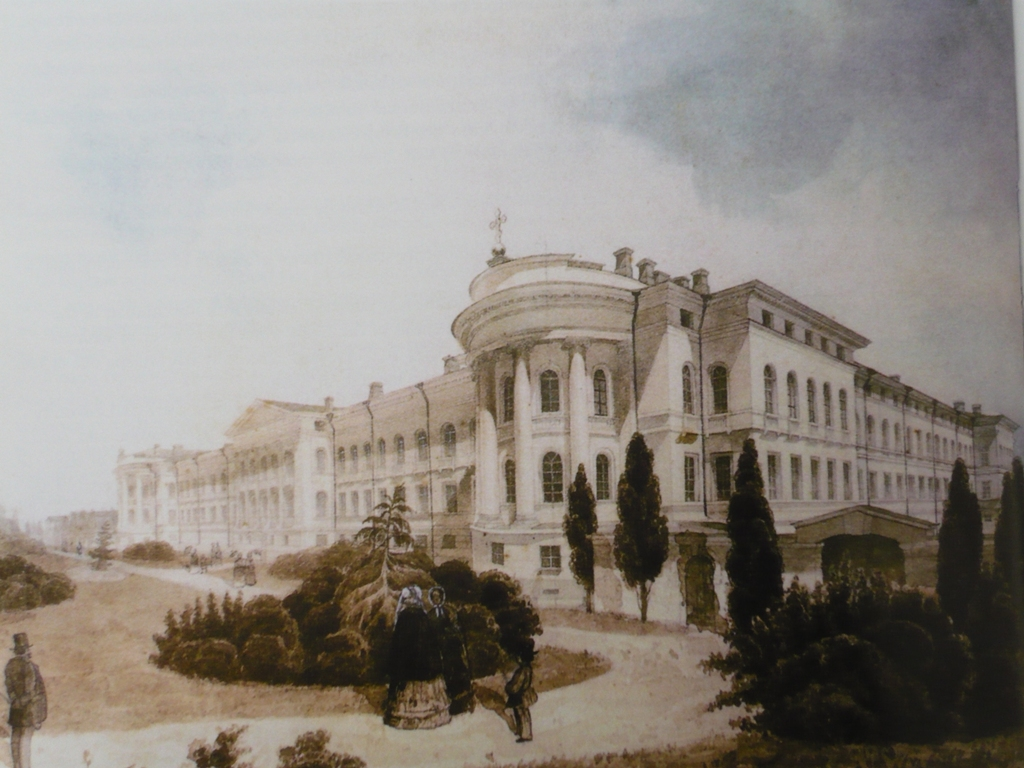
М. Сажин. Червоний корпус Київського Університету на початку 40-х років XIX ст.(Західний фасад). Акварель.